# CCC中国強制性製品認証オンライン
CCC中国強制性製品認証オンライン（英: cccwto.jp、）は、CCC認証の第三者認証や、検査、中国実験室国家認可委員会（英: CNAL、）試験、調査および研究などを行う専門代行サービス機構である。

## 概要
- 本社所在：中国上海
- 設立：2002年6月

## 沿革
- 2002年6月：中国本部　設立　所在地上海市
- 2003年7月：山東事支部　設立 所在地済南市
- 2006年2月：黒龍江支部　設立 所在地ハルピン市
- 2007年10月：河南事支部　設立 所在地鄭州市
- 2009年6月：日本CCC認証支部　設立 所在地東京都

## 事業
- CCC認証新規申請
- CCC認証再申請
- CCC認証変更申請
- CCC認証OEM、ODM商標貼付申請
- CCC認証マーク購入申請
- CCC認証マーク印刷・プレス承認書申請
- CCC認証マーク使用年次審査申請
- CCC認証マーク承認書事前申請
- CCC認証マーク承認書の取消申請
- CCC認証品目リスト範囲確認
- CCC認証証書情報調査
- CCC委託調査報告
- CCC認証証書遺失後の再交付申請
- CCC認証証書のコピーの提供
- 中国国家任意認証製品証書、検査測定、報告
- CNAL実験室認可委員会の認可委託検査測定
- 中国強制性製品認証免除申請(CCC証明、通関番号)
- 中国強制性製品認証品目リスト外製品確認書(CCC認証品目リスト外製品確認)
- CCC強制性認証品目リスト内製品の輸入入国特殊処理